# أندريس فيلينا
أندريس فيلينا (مواليد 27 فبراير 1993) هو لاعب كرة طائرة إسباني يلعب في نادي الزمالك ومنتخب إسبانيا.

## وصلات خارجية
- أندريس فيلينا على موقع الاتحاد الأوروبي (الإنجليزية)
- أندريس فيلينا على موقع عالم الكرة الطائرة (الإنجليزية)
- أندريس فيلينا على موقع Ligue Nationale de Volley (الفرنسية)
- أندريس فيلينا على موقع دوري الدرجة الأولى الإيطالي للكرة الطائرة - رجال (الإيطالية)